# فيزياء معدنية
الفيزياء المعدنية هي علم المواد التي تشكل الأجزاء الداخلية من الكواكب، ولا سيما الأرض. ويتداخل هذا العلم مع علم فيزياء الصخور الذي يركز على الخصائص الكلية للصخور. ويقدم هذا العلم معلومات تتيح تفسير القياسات السطحية للموجات الزلزالية وشذوذات الجاذبية والمجالات المغناطيسية الأرضية والمجالات الكهرومغناطيسية من حيث الخصائص في أعماق الأرض. ويمكن استخدام هذه المعلومات لتقديم رؤى ثاقبة بشأن تكتونيات الصفائح والحمل الحراري للدثار والديناميكية الأرضية والظواهر ذات الصلة.
يتطلب العمل المخبري في الفيزياء المعدنية قياسات الضغط العالي. والأداة الأكثر شيوعًا هي خلية سندان الألماسي، التي تستخدم الماس لوضع عينة صغيرة تحت الضغط الذي يمكن أن يصل إلى ظروف الضغط الموجودة في باطن الأرض.

## خلق الضغوط العالية
لقد تم تحديد وتيرة التقدم في الفيزياء المعدنية، إلى حد كبير، من خلال تكنولوجيا تعمل على مضاعفة الضغوط العالية ودرجات الحرارة في باطن الأرض. وقد تمثلت الأدوات الأكثر شيوعًا لتحقيق هذا في:

### الضغط بالصدمات
انطوت الكثير من الدراسات الرائدة في مجال الفيزياء المعدنية على انفجارات أو مقذوفات عملت على إخضاع عينة منها للصدمات. ولفترة زمنية وجيزة، تكون العينة تحت الضغط عند مرور موجة الصدمة من خلالها. وقد تم تحقيق ضغوط تصل إلى الضغوط الموجودة في الأرض بواسطة هذه الطريقة. ومع ذلك، تنطوي هذه الطريقة على بعض العيوب. ذلك أن الضغط غير موحد وليس مكظوم الحرارة، لذلك تقوم موجة الضغط بتسخين العينة عند المرور عليها. ويجب تفسير ظروف التجربة من حيث منحنيات كثافة الضغط التي تُسمى منحنيات هوغونيوت (Hugoniot curves).

### الضغط متعدد السندان
يتضمن الضغط متعدد السنادين ترتيب هذه السنادين لتركيز الضغط على إحدى العينات. وعادة ما يستخدم الجهاز ثمانية سنادين كربيد التنجستن على شكل مكعبات لضغط مجسم ثماني الأسطح من الخزف يحتوي على العينة وخزف أو فرن معدن الرينيوم. وعادة ما يتم وضع السنادين في ضغط هيدروليكي كبير. وقد تم تطوير هذه الطريقة بواسطة كاواي وإندو في اليابان. وعلى عكس الضغط بالصدمات، فإن الضغط المبذول يكون ثابتًا ويمكن تسخين العينة باستخدام الفرن. ويمكن الحصول على ضغوط تبلغ حوالي 28 جيجا باسكال (أي ما يعادل أعماق تبلغ 840 كم)، ودرجات حرارة تتجاوز 2300 درجة مئوية، وذلك باستخدام سنادين كربيد التنجستن وفرن كروميت اللانثانوم. ويكون الجهاز ضخمًا للغاية، ولا يستطيع تحقيق ضغوط مثل تلك التي يتم تحقيقها في خلية سندان الماس (الوارد أدناه)، ولكنه يستطيع التعامل مع عينات أكبر بكثير، والتي يمكن تبريدها وفحصها بعد التجربة. في الآونة الأخيرة، تم تطوير سنادين ألماس متصلدة حراريًا لهذا النوع من الضغط، والتي يمكن أن تحقق ضغطًا يبلغ 90 جيجا باسكال (2700 كم عمق).

### خلية سندان الماس

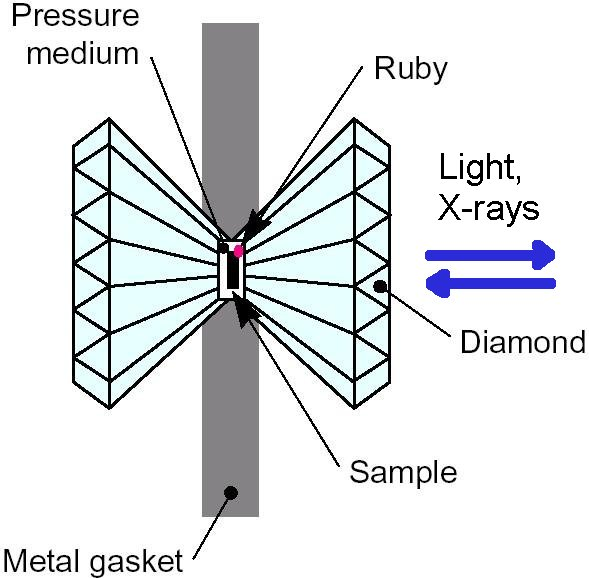
مخططات لب خلية سندان الماس. ويكون حجم الماس بضعة ملليمترات على أقصى تقدير

إن خلية سندان الماس هي جهاز موضوع على منضدة لتركيز الضغط. ويمكنه ضغط قطعة صغيرة (يبلغ حجمها بضعة ميلليمترات) من المواد إلى الضغط الشديد، الذي يمكن أن يتجاوز 3000000 غلاف جوي (300 جيجا باسكال). وهذه الضغوط تتجاوز الضغوط الموجودة في مركز الأرض. ويكون تركيز الضغط على حافة الماس ممكنًا بسبب صلابته، في حين أن الشفافية وارتفاع الموصلية الحرارية تتيح مجموعة من التحقيقات التي يمكن استخدامها لفحص حالة العينة. ويمكن تسخين العينة حتى آلاف الدرجات المئوية.

## خصائص المواد

### معادلات الحالة
للاستدلال على خصائص المعادن في أعماق الأرض، من الضروري معرفة مدى اختلاف كثافتها عن الضغط ودرجة الحرارة. وتُسمى هذه العلاقة باسم معادلة الحالة (EOS). ويتم توقع أحد الأمثلة البسيطة على معادلة الحالة من خلال نموذج ديباي (Debye model) للاهتزازات الشعرية التوافقية، ويتمثل ذلك في معادلة الحالة الخاصة بمي-جرونهايسن (Mie-Grünheisen):

{\displaystyle \left({\frac {dP}{dT}}\right)={\frac {\gamma _{D}}{V}}C_{V},}
حيث إن {\displaystyle C_{V}} هو السعة الحرارية و{\displaystyle \gamma _{D}} هي جاما ديباي. والأخيرة هي إحدى معلمات جرونهايسن الكثيرة التي تلعب دورًا مهمًا في الفيزياء ذات الضغط العالي. وهناك معادلة حالة أكثر واقعية وهي معادلة الحالة الخاصة ببيرش-مورناغان (Birch–Murnaghan).

### تفسير السرعات السيزمية
إن قلب البيانات السيزمية يعطي لمحات عن السرعة السيزمية كما هو الحال في وظيفة العمق. ويتعين تفسير هذه البيانات في سياق خصائص المعادن. وقد تم اكتشاف بيانات تجريبية مفيدة من قِبل فرانسيس بيرش: خاصة بعدد كبير من الصخور، حيث لوحظ وجود علاقة خطية لسرعة الموجة الضغطية {\displaystyle v_{p}} للصخور والمعادن التي تتمتع بمتوسط ثابت من الوزن الذري {\displaystyle {\overline {M}}} مع الكثافة {\displaystyle \rho }:

{\displaystyle v_{p}=a{\overline {M}}+b\rho }.
وهذا يجعل من الممكن استقراء السرعات المعروفة عن المعادن على السطح للتنبؤ بالسرعات الخاصة بالمناطق الأكثر عمقًا في الأرض.

### الخصائص الفيزيائية الأخرى
- اللزوجة
- الزحف (التشوه)
- الذوبان
- التوصيل الكهربائي وخصائص النقل الأخرى